# 鬼吹灯之黄皮幽冢
《鬼吹灯之黄皮幽冢》又名《黄皮幽冢》，中國冒險網路电影，由新片场影业、天幕造影业、宿过时代新片场影业出品，改编自天下霸唱小说《鬼吹灯之黄皮子坟》，《鬼吹灯》网络剧系列网络电影之一。讲述了胡八一、shirley杨和王凯旋意外卷入一场冒险，最终查明了村民们被害真相的故事。本片由代艺霖担任导演，罗立群、尤宪超、胡雪儿等参与演出，2021年9月30日在騰訊視頻首播。